# Luis Morales Reyes
Luis Morales Reyes (Churumuco, Michoacán, 5 de julio de 1936-San Luis de Potosí, 2 de febrero de 2024) fue un obispo católico mexicano.

## Carrera eclesiástica
Recibió la ordenación episcopal el 4 de mayo de 1976 de manos del entonces obispo de Tacámbaro José Abraham Martínez Betancourt. 
Se desempeñó como obispo auxiliar en la Diócesis de Tacámbaro, obispo titular en la misma diócesis (1979-1985), obispo coadjutor y titular de Torreón (1985-1999) y arzobispo de San Luis Potosí (1999-2012) siendo a partir de entonces arzobispo emérito hasta su fallecimiento.
En julio de 2023 se le detectó un cáncer de pleura en estado avanzado, por lo que solicitó su renuncia epicopal expresando su deseo de seguir visitando comunidades cercanas mientras le fuera posible. Finalmente falleció el 2 de febrero de 2024, a los 87 años.